# 木村吉二郎
木村 吉二郎（きむら きちじろう、1977年12月10日 - ）は、大相撲の十両格行司である。本名は西野 昌宏（にしの まさひろ）。放駒部屋→芝田山部屋所属。血液型はA型。

## 人物
東京都荒川区出身。父は渥美二郎の専属司会者を務めており、その影響で幼少期より普通のサラリーマン生活より誰も経験できないような職に就きたいと考えていた。その父と当時放駒部屋の師匠だった17代放駒（元大関・魁傑）が知り合いだったことから、父に「行司になれ」と言われ、いつの間にか担任とも話がついており知らぬ間に放駒部屋入門が決まったという。
中学校卒業後の1993年5月場所、15歳で初土俵。初土俵から名乗る行司名「吉二郎」は、父親の名と渥美の名に由来する。同期には木村勘九郎がいる。幕下格だった2007年に30代木村庄之助の長女と結婚した。2013年1月場所後、放駒部屋が17代放駒の停年（定年）退職に伴って閉鎖されたため、同じ一門の芝田山部屋に転属した。2014年1月場所から十両格に昇進した。

## エピソード
- 荒川区立第七中学校在学中はバスケットボールに励んでいた。
- 現役行司のなかでもかなりの長身（テレビ中継の実況によると183cm）だが、入門時には160cmほどしかなかった[2]。
  - その長身の為、十両格行司に昇進して装束を一新する際に大きい装束が少なく、背の高かった34代式守伊之助や、一門は違うが34代木村庄之助からも装束を譲り受けている。また、軍配は現役時代に付け人を務めた縁で29代木村庄之助から譲り受けた[5]。
- 2007年12月16日の結婚披露宴には、父親の縁で渥美二郎も駆けつけた[2]。
- 入門時の師匠だった17代放駒が日本相撲協会の11代目理事長になった時はまったく知らなかったそうで、帰宅してつけたテレビのニュースで知ったらしい。その際「驚いて飲み物をこぼしてしまった」と語っている[2]。
- 幕下格行司の頃は初切を担当しており、琴鳳が相手力士と間違えて四つに組もうとして注意をしたり、巡業先で取組を放棄して飲食をする力士に土俵に戻るよう促しておきながら自身も飲食をし、挙句の果てに飲酒のため土俵の踏み段を踏み外すなどの名演技を見せた。

## 履歴
- 1993年5月場所 - 初土俵：木村吉二郎。
- 1993年7月場所 - 序ノ口格として番付に初掲載。
- 1995年1月場所 - 序二段格昇進。
- 2000年1月場所 - 三段目格昇進。
- 2007年1月場所 - 幕下格昇進。
- 2014年1月場所 - 十枚目格昇進。